# Narsaq Lokalområde
Narsaq Lokalområde (tidligere Narsaq Kommune) beliggende i Vestgrønland har navn efter sin hovedby Narsaq. Området blev d. 1. januar 2009 en del af Kujalleq Kommune sammen med Nanortalik og Qaqortoq. Kommunegrænserne gælder stadig som grænser for Præstegældet Narsaq.
Narsaq kommune havde 2.033 indbyggere (1. januar 2004). Af disse boede 1.705 i selve Narsaq by, mens resten boede i en af kommunens tre bygder, der er Qassiarsuk (42), Igaliku (41) og Narsarsuaq (162), der ligger ved Narsarsuaq Lufthavn, en tidligere amerikansk militærbase, der er hovedindfaldsporten til Sydgrønland. Lufthavnen blev anlagt af det amerikanske luftvåben under 2. verdenskrig til mellemlandinger for fly på vej til eller fra Europa, men har siden 1959 fungeret som en civil lufthavn. Air Greenland A/S og Air Iceland beflyver fra lufthavnen i Narsarsuaq det øvrige Grønland, Island og Danmark.

## Byer i Narsaq Lokalområde
- Narsaq
- Igaliku
- Qassiarsuk
- Narsarsuaq

61°N 46°V / 61°N 46°V